# Joan Daurer

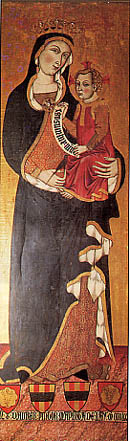
Virgen con el Niño, 1373, iglesia de Santa María la Major, Inca (Baleares).

Joan Daurer (fl. 1358-1374) fue un pintor de estilo gótico internacional activo en Mallorca.
Influido por Ramón Destorrents y la pintura gótica florentina, Daurer es conocido por ser el primer pintor del que se conoce una obra firmada y fechada en Mallorca: la tabla de la Virgen Teotokos o Virgen con el Niño procedente de un retablo desaparecido que se conserva en la capilla bautismal de la iglesia de Santa María la Major de Inca, fechada en 1373. Documentalmente aparece mencionado por primera vez en 1358 en relación con el retablo de Santa Ana del palacio de la Almudaina y en 1374 ocupado en la decoración de la capilla de San Miguel Arcángel de Muro, obras no conservadas. Por razones estilísticas se le atribuye una Coronación de la Virgen en el Museo Diocesano de Mallorca.

## Honor
Tiene calles dedicadas a su nombre en Inca y desde 2021 en Palma de Mallorca.